# Abbazia di Nivelles
L'abbazia di Nivelles è un monastero situato a Nivelles, nella provincia del Brabante Vallone, Belgio. Fu fondata da santa Itta di Nivelles, vedova di Pipino di Landen, nel 648-649.
Gertrude di Nivelles fu la prima badessa e figlia della fondatrice del monastero; dopo la sua morte nel 659 divenne un luogo di pellegrinaggio. Le succedette la nipote Vulfetruda di Nivelles, figlia di Grimoaldo I, tra il 659 e il 669.
L'abbazia era in origine un monastero doppio, sia per uomini che per donne, secondo la regola di San Colombano.
Da un documento dell'anno 972 risulta che l'abbazia possedeva 14.000 mansi di terra.
Durante il Medioevo l'abbazia benedettina di Nivelles fu abbazia imperiale, direttamente sotto l'autorità dell'imperatore del Sacro Romano Impero, diventando poi una collegiata di canonichesse nobili. Nel corso dell'XI secolo la custodia (o diritto di avvocazia) andò ai Conti di Leuven, antenati dei duchi di Brabante.
Nel 1793 il monastero fu chiuso, il che significò il declino economico della zona. Nel 1795, durante l'occupazione francese del Belgio, l'abbazia e il titolo della badessa fu soppresso. Nel 1940, durante il periodo bellico, il centro storico e il monastero sono stati in gran parte distrutti. 
La chiesa, la celebre collegiata di Santa Gertrude, mantiene il titolo di collegiata.

## Badesse
- 644-658 Gertrude († 17 marzo 659)
- 658-669 Vulfetruda(† 23 novembre 669), nipote Gertrude
- 670 -? Agnese I.
- Dominique
- Egburge
- Rotrude
- Iduberge
- 877 Tauperge
- 887-907 Gisela (anche Gisla, † 907), figlia di Lotario II di Lotaringia, anche Badessa di Fosses (carolingia)
- 966 Adalbertine
- Matilde († 968), badessa, moglie re Enrico I (Immedinger)
- 992 Gode
- 1003 di Adelaide, † 1011, figlia di Ezzo, conte palatino di Lorena (Azzoni)
- 1046-1049 Richenza I, figlia di Ermanno I di Lotaringia, conte palatino di Lorena (Azzoni)
- 1070 Ide
- 1073-1112 Richenza II
- 1126-1136 Ode I.
- 1158 Ode II
- 1161-1178 Ade
- 1182 Bertha I.
- 1183-1209 Bertha II
- 1218-1225 Hedwidis
- 1227 Idulberge
- 1230-1265 Ode III. van Lays
- 1267-1277 Elisabetta I de Brugelette
- 1277 -? Alcide I. van Beerbeke
- - 1278 Elisabetta II van Burget
- 1287-1293 Isabelle I.
- Matilde di Avesnes, figlia di Giovanni I di Hainaut, conte d'Olanda († 1304) (Casa di Avesnes)
- 1293-1340 Iolande de Steyne
- 1340-1341 Elizabeth III. de Gavre
- 1341-1351 Elisabeth IV de Liedekercke
- 1351-1380 Mathilde de Leeuwenberg
- 1380-1386 Alcide de Ligne II
- 1386-1417 Catherine van Halewyn (de Halluwin)
- 1417-1423 Isa (belle) II de Franckenberg
- 1423-1441 Christine van Franckenberg
- 1441-1449 Agnes I. van Franckenberg
- 1449-1462 Marguerite d'I. Escornay
- 1462-1474 Agnes II van Franckenberg
- 1474-1490 Marguerite II van Hauchin
- 1490-1494 Guillelme van Franckenberg
- 1494-1520 Elizabeth V. van cuore Elles
- 1520-1522 Marguerite III. d'Esne
- 1522-1548 Adrienne I. de St. Omer
- 1548-1549 Adrienne II de Morbecq
- 1549-1561 Marguerite d'IV Estourmel
- 1561-1569 Marguerite V. de Noyelle
- 1569-1601 Marie I. van Hoensbroek
- 1601-1604 Anne-Marguerite de Namur
- ca 1604-1623 Marguerite VI. de Haynin
- 1623-1630 Isabelle II de Zuylen van Schouteete
- 1630-1654 Adrienne III. de Lannoy
- 1654-1668 Elisabeth VI d'Oyenbrugge
- 1668-1705 Madeleine Thérèse de Noyelle
- 1705-1724 Mary-Françoise de Berghe (Glymes Casa)
- 1724-1743 Caroline (Charlotte) de Berlaimont
- 1743-1774 Ursule-Antoinette de Berlo de Francdouaire
- 1774-1795 Marie-Félicité-Philippine Vandernoot